# Joan Orpí
Juan Orpí y del Pou, también llamado Juan Orpín o Urpín (Piera, Barcelona, Principado de Cataluña, 1593-Barcelona, Provincia de Nueva Andalucía y Paria, 1 de julio de 1645) fue un militar y administrador español, fundador de la Barcelona Venezolana y el último conquistador español en Venezuela.

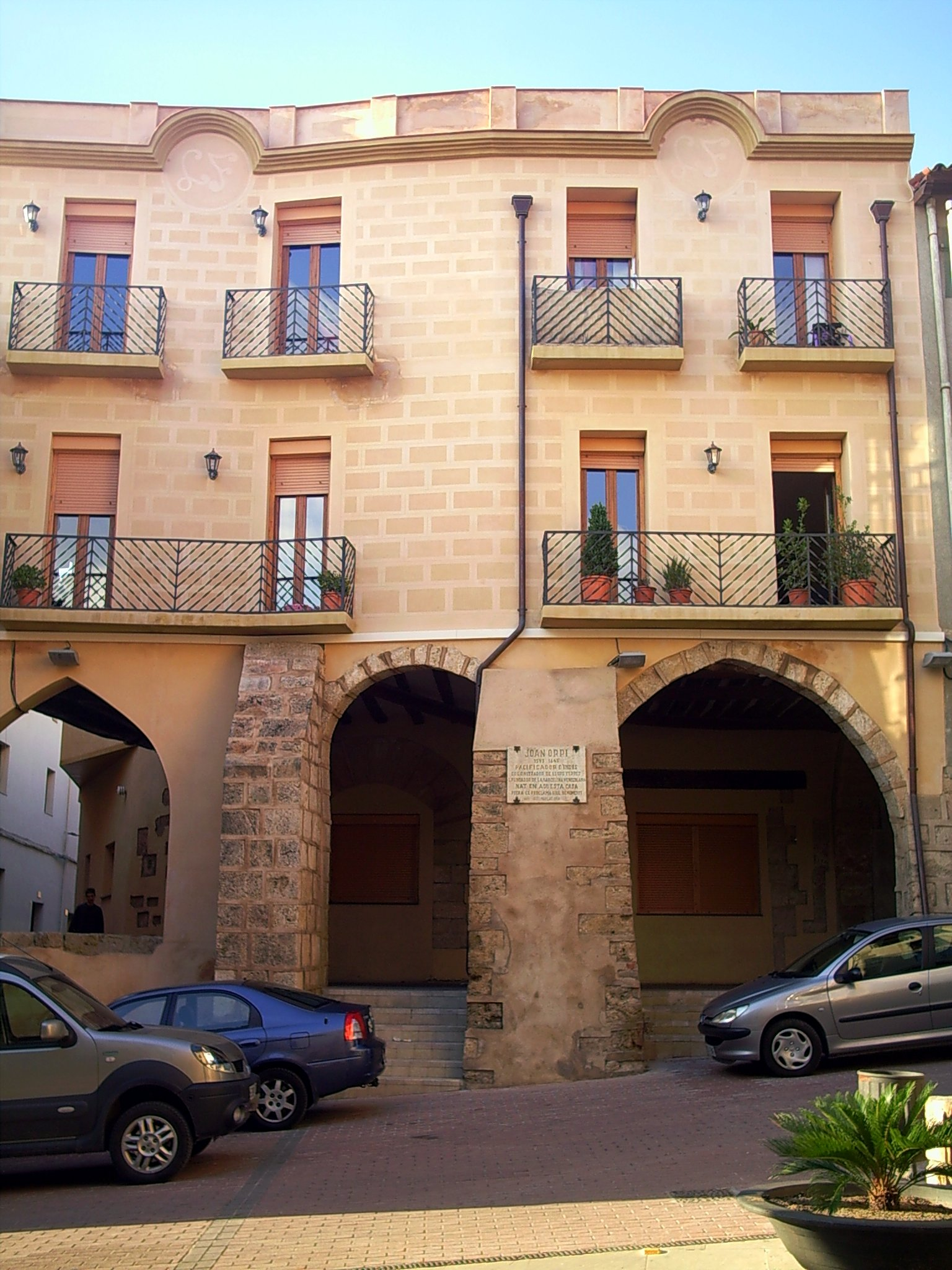
Casa natal de Orpí, en Piera.

Nacido en una familia de la pequeña nobleza rural catalana, en 1619 terminó estudios de Derecho Civil en el Estudi General de Barcelona.
Después marchó a Sevilla con la intención de desempeñar un cargo administrativo del Estado, cosa que finalmente no logra. No obstante permaneció en la ciudad dos años y medio, y en junio de 1623, con el nombre de Gregorio Izquierdo, embarcó como soldado en una expedición destinada a defender las ricas salinas de Araya, que los neerlandeses pretendían apropiarse.
En 1624, el gobernador de la Nueva Andalucía, Diego de Arroyo Daza, nombra a Orpí Teniente General de la provincia de Cumaná (puesto que ocuparía hasta 1627-28). Ese mismo año la Real Audiencia de Santo Domingo reconoce su título de licenciado en Derecho obtenido en Barcelona, lo que, tras su estancia en Cumaná, le permitió ejercer de asesor jurídico en Caracas por encargo de la misma Audiencia.

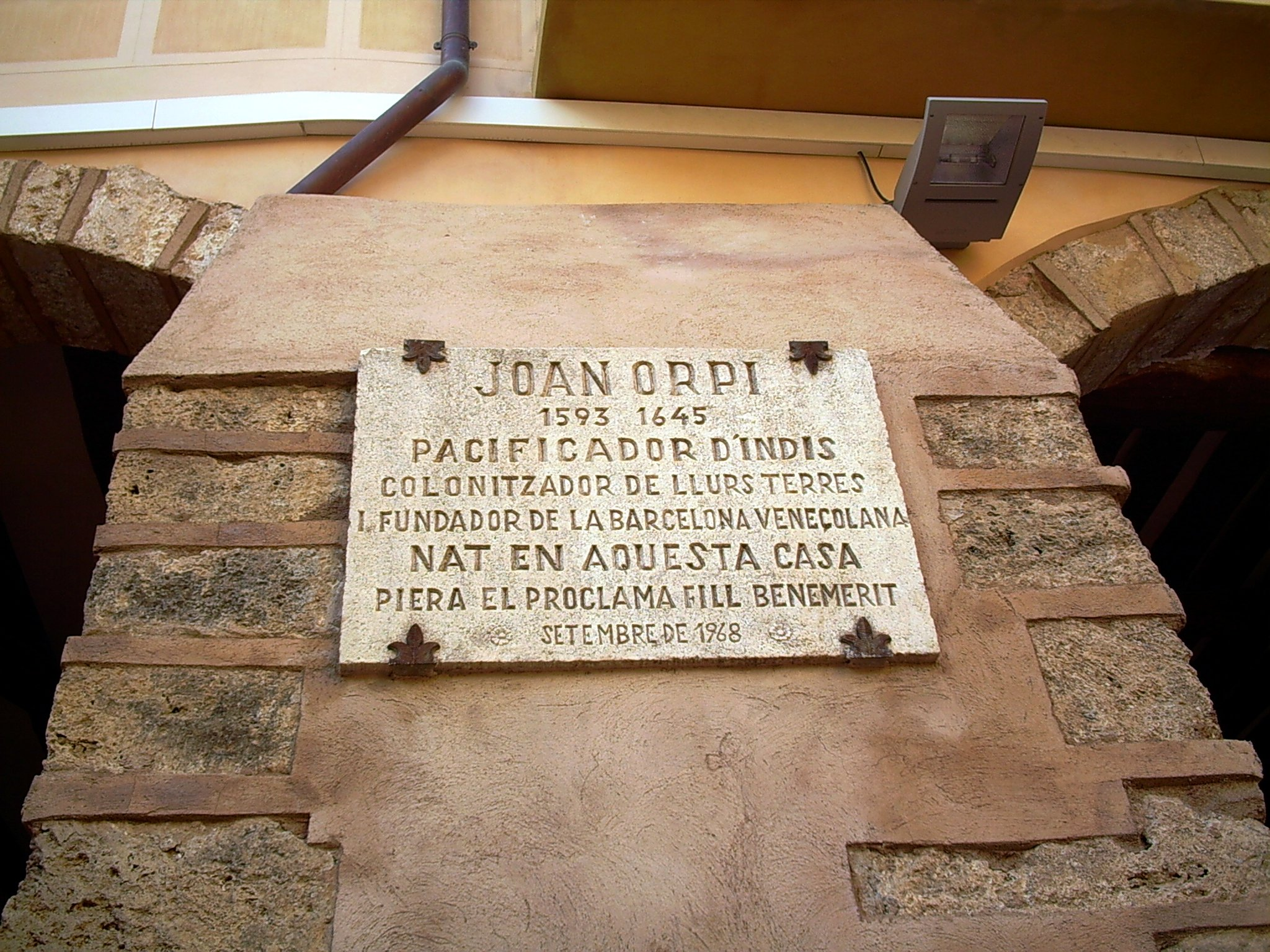
Placa conmemorativa en la casa de Joan Orpí.

En 1631 se traslada a Santo Domingo. Allá, la Real Audiencia solicitó aspirantes que pudieran llevar a cabo, con sus propios medios militares y económicos, la conquista de la zona habitada por los indios cumanagotos, que dificultaban las comunicaciones e impedían el comercio entre las gobernaciones de Venezuela y Cumaná. Dicha zona comprendía fundamentalmente las cuencas de los ríos Unare y Neverí. Orpí optó a realizar tal misión y en diciembre de 1631 le fue finalmente encomendada a él.
A pesar de la oposición de los otros tres pretendientes (más poderosos e influyentes que él) y del gobernador Francisco Núñez Melián (que llegó incluso a encarcelarle), en 1632 consigue organizar la expedición y se adentra en el nuevo territorio. Fundó los asentamientos de Santa María de Manapire y San Pedro Mártir, pero le fue revocada la concesión de la colonización y gobernación de las nuevas conquistas. Esto le obligó a pleitear para recuperarla, primero ante la Audiencia de Santo Domingo (1633) y luego ante el Consejo de Indias, para lo cual tuvo que viajar a España. Finalmente en 1636 consiguió la confirmación del nombramiento.
Reemprendió la exploración, conquista y colonización, derrotando definitivamente a los cumanogotos en 1637. En febrero de 1638 fundó Nueva Barcelona del Cerro Santo (la actual Barcelona). El territorio que agrupó bajo su mandato se extendía desde San Felipe de Austria (hoy Cariaco) hasta el Cabo Codera, y desde este al Orinoco. No pudo expandirlo, pues encontró fuerte oposición de las gobernaciones vecinas, cuyos límites ya estaban prefijados. Llamó a su jurisdicción Nueva Cataluña, aunque a la postre las autoridades de la Corona no ratificaron oficialmente el nombre.
Durante su gobierno, Orpí defendió la costa contra los ataques neerlandeses y con la ayuda de un grupo de indígenas desvió el cauce del río Unare para hacerlo desembocar en la laguna de Píritu, con lo cual se destruyó la posibilidad de obtener sal en la misma, que era lo que los neerlandeses venían haciendo desde bastante tiempo atrás, como refiere Pau Vila i Dinarés. También impulsó el desarrollo de la ganadería y la agricultura, y tuvo que enfrentarse a varios obstáculos políticos y legales que le pusieron sus detractores y enemigos. Murió el 1 de julio de 1645, sin haber terminado de realizar sus planes al frente del gobierno. En 1654 la provincia de los Cumanogotos fue abolida y su territorio se integró dentro de la jurisdicción de Cumaná.